# 王宪 (1921年)
王宪（1921年—1996年），男，直隶（今河北）易县人，中华人民共和国政治人物，曾任北京市人大常委会副主任，中共北京市顾问委员会主任。